# Sematophyllum novae-caesareae
Sematophyllum novae-caesareae là một loài rêu trong họ Sematophyllaceae. Loài này được (Austin) E. Britton mô tả khoa học đầu tiên năm 1902.